# Âm mưu giày gót nhọn
Âm mưu giày gót nhọn (tựa tiếng Anh: How to Fight in Six Inch Heels) là một bộ phim hài lãng mạn Việt Nam của đạo diễn Việt kiều Trần Hàm, công chiếu vào năm 2013. Diễn viên Kathy Uyên đảm nhận vai chính trong phim, đồng thời là nhà sản xuất và đồng tác giả của bộ phim.
Phim bấm máy tại Việt Nam và thành phố New York, công chiếu lần đầu tiên tại Việt Nam và Vương quốc Anh vào ngày 17 tháng 10 năm 2013. Đây là bộ phim đầu tiên của đạo diễn Trần Hàm thực hiện tại Việt Nam.

## Nội dung
Anne là cô gái người Mỹ gốc Việt làm nghề thiết kế thời trang, cô đang có cuộc sống hạnh phúc tại thành phố New York với sự nghiệp ổn định và được chồng sắp cưới yêu thương hết mực. Sau này Kiệt - chồng sắp cưới của Anne phải đi công tác ở Việt Nam.
Trong lúc trò chuyện bằng ứng dụng Skype với Kiệt, Anne phát hiện ra trong nhà Kiệt có đôi giày phụ nữ. Anne nghi ngờ Kiệt ngoại tình và bí mật về Việt Nam điều tra việc này.
Về đến Thành phố Hồ Chí Minh, Anne gặp lại người bạn thân tên Danny. Anne thấy có 3 đối tượng khả nghi nhất mà cô cho là cướp chồng mình, đó là Bảo Trang, Mimi và Hà My. Cả ba người đều là người mẫu trong giới showbiz. Anne muốn điều tra từng người một.
Danny nói rằng nếu Anne muốn gặp 3 cô người mẫu kia thì Anne phải tập làm người mẫu để có thể tham gia giới showbiz. Chính Danny huấn luyện Anne trở thành người mẫu. Anne lấy nghệ danh Thái An và được nổi tiếng dần dần, cô tiếp cận làm quen với 3 cô người mẫu kia. Anne đặc biệt có thiện cảm với Hà My vì cô là người hiền lành và thân thiện nhất, cũng vì vậy Anne hoàn toàn tin tưởng Hà My. Nhưng Anne bất ngờ khi biết được đôi giày phụ nữ trong nhà Kiệt chính là của Hà My.
Trong một sự kiện, Anne đã làm lớn chuyện khiến Hà My bị dính scandal, để rồi sau đó cô mới biết được giữa Kiệt và Hà My không có chuyện gì xảy ra hết. Kiệt thất vọng và đòi chia tay Anne.
Về Mỹ, Anne bị ông sếp đuổi việc, nhưng cô rất vui vì cô cho rằng mình đã được tự do. Anne quay lại Việt Nam và đi tìm Hà My để nói lời xin lỗi, Hà My chấp nhận tha lỗi cho Anne. Sau này Anne tổ chức một buổi biểu diễn thời trang và cho các cô người mẫu trình diễn những bộ trang phục do cô thiết kế. Anne sau đó làm lành với Kiệt.

## Diễn viên
- Kathy Uyên vai Anne / Thái An
- Don Nguyễn vai Danny
- Petey Majik Nguyễn vai Kiệt
- Trương Tri Trúc Diễm vai Hà My
- Phương Mai vai Bảo Trang
- Yaya Trương Nhi vai Mimi
- Mai Thế Hiệp vai Huy
- Kiều Minh Tuấn vai Chủ cửa hàng thời trang
- Hứa Vĩ Văn vai Tuấn
- Sigmund Watkins vai George
- Gigi Velicitat vai Tino
- Antoneus Maximus vai Ca sĩ Antoneus Maximus
- Lâm Thanh Mỹ vai Con gái của Bảo Trang

## Nhạc phim
Bài hát nổi bật nhất trong phim có tựa đề "Cứ thế mà đi" do hai ca sĩ Thanh Bùi và Thu Minh thể hiện.

## Doanh thu
Phim đạt doanh thu 7,5 tỷ đồng sau bốn ngày đầu chiếu tại Việt Nam.

## Giải thưởng
Tại lễ trao giải Cánh diều vàng 2013, Âm mưu giày gót nhọn đã đoạt giải "Cánh diều Bạc". Diễn viên Kathy Uyên cũng đoạt giải "Nữ diễn viên chính xuất sắc nhất".